# Догвилль
«До́гвилль» (англ. Dogville) — фильм режиссёра Ларса фон Триера 2003 года. Фильм отличается тем, что в нём почти отсутствуют декорации: границы домов и комнат лишь условно обозначены на полу съёмочной студии. Фильм является первой частью планировавшейся трилогии «США — страна возможностей». Продолжением фильма является «Мандерлей» (2005). Третья часть должна была называться «Вашингтон» (англ. Washington), однако она так и не была снята.

## Визуальный ряд
Визуальное решение отличается нарочитой условностью. Действие фактически происходит на театральной сцене: актёры ходят по ровной площадке, почти все декорации заменены изображениями на полу. Улицы обозначаются двумя параллельными линиями с написанным между ними названием улицы, дома — планами домов, кусты крыжовника — силуэтом куста с надписью «куст крыжовника», и даже собака нарисована. Единственными реальными предметами выступают несколько дверей, некоторые предметы мебели и автомобили. Над входом в шахту написано Dictum ac factum — в переводе с латыни «Сказано — сделано».

## Сюжет
Действие происходит в 1930-е годы.
Догвилль — американский городок с населением 15 взрослых и 7 детей, затерянный где-то в Скалистых горах. В городок ведёт дорога, взбирающаяся по склону, а дальше, кроме гор, ничего нет.

### Пролог
В прологе показано около дюжины жителей города. Все они показаны как хорошие, симпатичные люди с мелкими простительными недостатками. Городок показан глазами Тома Эдисона-младшего (Пол Беттани), считающего себя писателем, но ничего ещё не написавшего. Том старается убедить жителей участвовать в регулярных встречах на тему морального перевооружения. Он хочет сменить своего стареющего отца на посту морального и духовного лидера общины.

### Глава 1
Том встречает Грейс (Николь Кидман), спасающуюся от гангстеров. Грейс, красивая и скромная девушка, хочет бежать дальше, но Том убеждает её, что дальше по пути — горы, которые очень трудно преодолеть. Во время беседы в городе появляются гангстеры, и Том прячет Грейс в близлежащей шахте. Один из гангстеров спрашивает Тома, не видел ли он девушку. Тот отвечает отрицательно. Гангстер обещает Тому вознаграждение и даёт карточку с номером телефона на случай, если Грейс появится.
На очередной встрече Том использует Грейс как «иллюстрацию», то есть как способ показать горожанам, что они привержены ценностям общины и готовы помочь постороннему. Горожане настроены недоверчиво, и тогда Том предлагает дать Грейс шанс доказать, что она — хороший человек. Грейс дают двухнедельный испытательный срок, в течение которого, как объясняет ей Том после встречи, девушка должна завоевать любовь горожан.

### Глава 2
По совету Тома Грейс нанимается выполнять мелкие работы для горожан: разговаривать с одиноким, слепым Джеком Мак-Кеем (Бен Газзара), помогать управляться с магазинчиком, присматривать за детьми Чака и Веры и так далее. После некоторых колебаний жители городка соглашаются принять помощь Грейс, в которой «по-настоящему нет необходимости», но которая всё же делает жизнь в городке лучше. Грейс становится частью общины.

### Глава 3
Грейс с радостью выполняет свои обязанности и даже получает небольшую зарплату. У неё появляются друзья, в частности Джек Мак-Кей, слепой, который притворяется зрячим. Грейс удаётся перехитрить Мак-Кея и вынудить его признать, что он слеп. Этим она завоёвывает его уважение. Когда две недели истекают, все голосуют за то, чтобы разрешить ей остаться.

### Глава 4
Грейс счастлива, она обожает городок и его жителей. Жители относятся к ней тепло и доброжелательно. Грейс копит деньги и покупает по одной из семи фарфоровых статуэток, много лет собиравших пыль в витрине городской лавочки. Статуэтки — свидетельство и символ её принадлежности городу.
Прибывает полиция и расклеивает плакаты с надписью «Разыскивается пропавшая без вести» и фотографией Грейс.

### Глава 5
Всё продолжается, как раньше, вплоть до празднования Дня независимости. На празднике горожане соглашаются, что городок стал гораздо лучшим местом благодаря Грейс, а Том неуклюже признаётся ей в любви. Грейс отвечает, что тоже любит Тома.
В Догвилль опять прибывает полиция. Плакат «Разыскивается пропавшая без вести» заменяется плакатом «Разыскивается полицией». Грейс обвиняется в грабеже банка. Все соглашаются, что Грейс невиновна, ведь когда банк был ограблен, она работала в городке.
Тем не менее, Том считает, что поскольку жители теперь подвергаются дополнительному риску, укрывая человека, разыскиваемого полицией, то Грейс должна работать больше, чем раньше, и к тому же за меньшую плату. То, что началось как добровольное соглашение, теперь приобретает оттенок принуждения: Грейс не очень нравится идея Тома. Но будучи уступчивой и желая понравиться Тому, она соглашается.

### Глава 6
Дополнительная нагрузка на Грейс неизбежно приводит к ошибкам в работе. Горожане недовольны изменением расписания и выплёскивают своё недовольство на девушку. Ситуация постепенно ухудшается, мужчины начинают приставать к Грейс, а женщины становятся с ней всё грубее. Даже сын Чака и Веры, которому около 10 лет, настаивает, чтобы Грейс отшлёпала его, и после многочисленных провокаций добивается этого. В это время в город в очередной раз приезжает полиция, и Чак, пользуясь неспособностью Грейс защититься или поднять крик, насилует её.

### Глава 7
Грейс рассказывает об изнасиловании Тому. Том возмущён и хочет разделаться с Чаком. Грейс его отговаривает и обсуждает с ним возможность побега из города. Том выкупает последние две фигурки из магазина. Вместо работы в саду у Чака, Грейс приходится заниматься с ним сексом.
Вера обвиняет Грейс в том, что та отшлёпала Джейсона и занималась сексом с Чаком, и угрожает разбить фарфоровые статуэтки, которые Грейс купила в городском магазинчике на свою небольшую зарплату. Грейс умоляет её простить и напоминает Вере, как она учила детей Веры греческой философии, а именно идеологии стоиков. Вера решает сделать Грейс «поблажку»: она разобьёт две из семи статуэток, и если Грейс докажет свою приверженность идеологии стоиков тем, что сумеет удержаться от слёз, то Вера не будет разбивать остальные. Грейс не может сдержать слёзы, и тогда Вера разбивает их все без остатка.
С помощью Тома и Бена, водителя грузовика, Грейс пытается бежать из города в фургоне для перевозки яблок, заплатив Бену деньги. Поскольку у неё денег нет, Том говорит ей, что займёт их у своего отца. Получив 10 долларов, Бен увозит девушку из города, заявляет ей, что вокруг полно полицейских, и требует дополнительной платы за риск. В качестве платы он её насилует. Изнасиловав девушку, Бен возвращает её обратно в Догвилль. Горожанам он объясняет, что она сама тайно залезла в кузов грузовика.
Горожане подозревают Тома в краже денег, но он сваливает вину на Грейс. Самой Грейс Том объясняет, что лишь так он сможет защищать её, не вызывая подозрений. Статус Грейс как рабыни утверждается «официально»: на девушку надевают ошейник с цепью и приковывают её к большому железному колесу, чтобы усилий Грейс хватало только для перемещения по ровной поверхности города. Кроме того, к ошейнику привязывают колокольчик, чтобы уведомлять горожан о её появлении.

### Глава 8
Теперь все женщины обращаются с Грейс грубо и презрительно, дети бьют стёкла в её лачуге и кидают грязью в окна, а мужчины насилуют Грейс по ночам. Единственным мужчиной, не занимавшимся сексом с Грейс, остаётся Том.
Поздно ночью, на общем собрании города, Грейс по совету Тома спокойным тоном перечисляет всё, что горожане ей сделали. Смущённые, горожане всё отрицают и решают от неё избавиться. Том сообщает об этом Грейс и хочет заняться с ней любовью. Грейс отказывается. Уязвлённый её отказом, а ещё больше открытием, что он уже был готов, подобно другим жителям городка, изнасиловать Грейс, Том лично звонит гангстерам, после чего возвращается на собрание и рассказывает обо всём горожанам.
На следующий день горожане приветливы и милы с Грейс, они дают ей двухдневный отпуск. Том говорит девушке, что поговорил с горожанами и сумел добиться улучшения отношения к ней. В следующие дни Грейс работает, но больше не подвергается издевательствам. На пятый день ожидания гангстеров, по настоянию Тома, её лачугу запирают на ночь. Кажется, она провела в Догвилле уже год.

### Глава 9
Прибывают гангстеры. Их тепло приветствует Том и собрание горожан. Грейс освобождают, и тут, наконец, выясняется, что она — дочь могущественного главаря мафиозной группировки, сбежавшая из дома и не желающая иметь ничего общего с тёмными делами своего отца.
Отец, сидя в большом чёрном кадиллаке, спорит с дочерью. По его мнению, она высокомерна, потому что не требует от других следовать тем же высоким моральным принципам, которым следует сама. Вначале Грейс не хочет его слушать, но постепенно вынуждена признать правоту отца: согласно своим собственным принципам, она должна подвергнуть горожан самому жестокому наказанию.
Грейс соглашается вновь стать дочерью своего отца и распоряжается уничтожить городок. По приказу Грейс гангстеры сжигают его и убивают всех жителей, за исключением Тома, которого она последним собственноручно убивает из револьвера. Она также с особенной жестокостью мстит Вере, заставляя ту смотреть на убийство каждого из её детей. Перед этим Вере обещают, что детей прекратят убивать, если она сумеет сдержать слёзы. Грейс щадит лишь городского пса Моисея, чудом уцелевшего в развалинах сгоревшего Догвилля (букв. с англ. «Собачья деревня»).

### Титры
Титры, которые длятся около 5 минут, идут на фоне сменяющихся фотографий, взятых из книги «Американские картинки» Якоба Холдта. В подавляющем большинстве эти фотографии относятся ко временам Великой депрессии и демонстрируют то, чем занимаются люди, живя безнравственно, либо угнетая других. Во время титров звучит песня Дэвида Боуи «Young Americans».

## В ролях
Я придумал сюжет «Догвилля» благодаря песне пиратки Дженни из «Трёхгрошовой оперы». Это песня о девушке, работающей в маленьком отеле и мечтающей о корабле, который зайдёт в порт и разгромит всё вокруг, и люди с корабля спросят её, кого они должны ради неё убить, а она ответит: «Всех».
| Актёр             | Роль                    |
| ----------------- | ----------------------- |
| Николь Кидман     | Грэйс Маргарет Маллиган |
| Пол Беттани       | Том Эдисон-младший      |
| Лорен Бэколл      | матушка Джинджер        |
| Хлоя Севиньи      | Лиз Хэнсон              |
| Стеллан Скарсгард | Чак                     |
| Шона Шим          | Джун                    |
| Патриша Кларксон  | Вера                    |
| Джереми Дейвис    | Билл Хэнсон             |
| Филип Бейкер Холл | Том Эдисон              |
| Бен Газзара       | Джек Маккей             |
| Блэр Браун        | миссис Хэнсон           |
| Желько Иванек     | Бен                     |
| Харриет Андерссон | Глория                  |
| Шивон Фэллон      | Марта                   |
| Джеймс Каан       | большой человек         |
| Удо Кир           | человек в плаще         |
| Жан-Марк Барр     | человек в шляпе         |
| Джон Хёрт         | рассказчик              |

## Факты
- Одновременно с фильмом создавалась документальная лента «Истории Догвилля» (англ. Dogville Confessions, 2003) режиссёра Сами Саифа (в других переводах — «Признания Догвилля», «Исповеди Догвилля»). Здесь актёры откровенно и эмоционально высказываются о профессиональных и личных трудностях, сопровождающих съёмки, а также о непростых отношениях с режиссёром; Ларс фон Триер объясняет творческий метод, идеологию фильма и подчёркивает, что одним из главных условий совместной работы с актёрами является полное взаимное доверие.
- Роль Веры изначально исполняла Катрин Картлидж; после того, как она вынуждена была покинуть съёмочную площадку, на её роль взяли Патрисию Кларксон. Фильм посвящён памяти Картлидж.
- Фильм входит в двадцатку лучших фильмов с 1992 года по версии Квентина Тарантино.
- В фильме звучит музыка итальянского композитора XVIII века Джованни Перголези (в частности «Stabat mater dolorosa»[7]), но в титрах композитор не указан.